# Leptoconops tibetensis
Leptoconops tibetensis är en tvåvingeart som beskrevs av Lee 1979. Leptoconops tibetensis ingår i släktet Leptoconops och familjen svidknott.
Artens utbredningsområde är Tibet. Inga underarter finns listade i Catalogue of Life.